# Mechoris ursulus
Mechoris ursulus là một loài côn trùng trong họ Curculionidae. Loài này được Roelofs miêu tả khoa học đầu tiên năm 1874.
Đây là loài gây hại của cây Castanea mollissima, phát triển phổ biến ở Trung Quốc.